# Pontania arcticornis
Pontania arcticornis är en stekelart som beskrevs av Friedrich Wilhelm Konow 1904. Pontania arcticornis ingår i släktet Pontania, och familjen bladsteklar. Arten är reproducerande i Sverige.